# Stift Elten

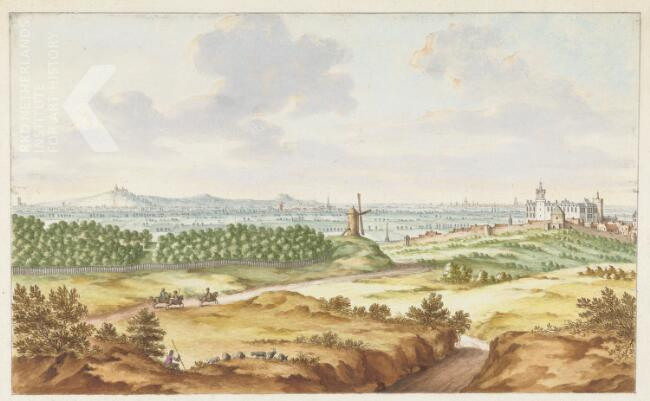
Gezicht op Hoch-Elten met rechts het stift (Jan van Call 1680-1685)

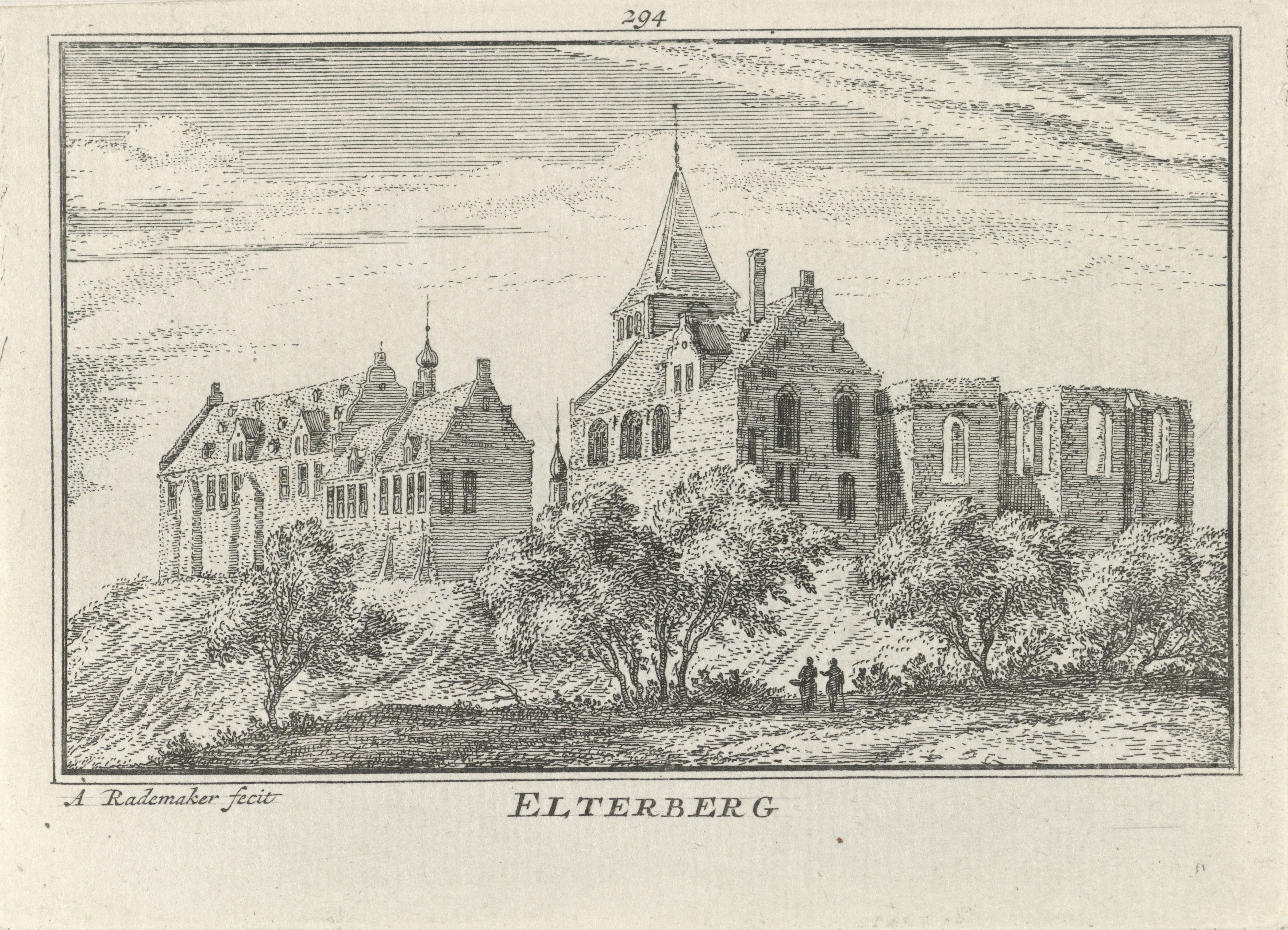
Elterberg met ruïne Vitusabdij en de Sint-Vituskerk. Rademaker (1727-1733)

Stift Elten was een wereldlijk stift voor (hoog)adellijke dames gelegen in Hoog-Elten. Het was van begin af aan een stift voor uitsluitend vrouwen die volgens statuten leefden en een kapittel onder bisschoppelijke jurisdictie.

## Geschiedenis
Aan het einde van de negende eeuw bezaten de graven van Hamaland een burcht op de Elterberg. Deze burcht is te definiëren als kasteel. Elten was eigengoed van de Hamelandfamilie en zij had daar na 882 een vervangende burcht gebouwd, die in 885 een rol zou spelen in het complot tegen Godfried de Noorman. De burcht had grote verwantschap met de eveneens Hamelandse burcht te Zutphen.
Nadat graaf Meginhard IV in 938-939 mee had gedaan in de grote opstand tegen koning Otto I de Grote (936-973) was hem zijn ambt ontnomen en waren zijn goederen, waaronder Elten, geconfisqueerd. Op 18 juli 944 begenadigde Otto de graaf van Hamaland, echter niet Meginhard, maar zijn twee zonen, waarbij Wichman de Eltense burcht kreeg. Wichman zou de vader worden van de beruchte Adela en van Liutgard de eerste abdis van Elten. Behalve twee dochters had Wichman een zoontje dat ook Wichman heette en dat op zevenjarige leeftijd overleed.

## Van burcht naar stift
Nadat zijn enige zoon(tje) en opvolger Wichman jr. op 1 augustus 965/966 was overleden liet Wichman IV van Hamaland rond 967 zijn residentiële burcht Elten, uitgevoerd in houtconstructie, ombouwen tot een in steen opgetrokken kanonikessenstift, een zogenaamd jufferstift. Zijn dochter Liutgard (†995) werd de eerste abdis. Keizer Otto I de Grote bevestigde op 29 juni 968 de schenkingen van Wichman aan het stift.
Op 14 december 973 neemt keizer Otto II het stift onder zijn bescherming, en verleent hij immuniteit over alle stiftsbezittingen. Hiermee werd Elten een rijksstift. Daarnaast kreeg het vrije keuze van abdis en het tol- en visrecht in de gouw Salland en de in de IJssel, de zogenaamde Katentol.

### Voogdij
De abdissen van het stift mochten zelf hun voogden kiezen, waarop de bisschop van Utrecht zijn goedkeuring moest geven. Aannemelijk is dat dit voogden uit de stichtersfamilie zijn geweest. In 1357 blijkt de voogdij van het stift in handen te zijn van de graaf, latere hertog, van Gelre, die probeert invloed te krijgen op het stift, waarop de abdis, Irmgard van Bergh, verklaart dat de graaf niets te zoeken heeft in 'het gericht en heerlijkheid Elten'. Toch blijkt de hertog van Gelre in 1402 bemoeienis te hebben bij de aanstelling van de abdis. Hij deelt mede dat hij in samenspraak met vrienden van onse raide de kosteres Lucie van Kerpen als abdis benoemt. Hij voegt daar aan toe gelych als onze voervaideren dat van alds gedaen hebben.
Nadat in 1473 Gelre in handen kwam van de Bourgondische hertog Karel de Stoute droeg deze de voogdij van het 'rijkskapittel Elten', samen met andere gebieden, over aan de hertog Jan I van Kleef, als beloning voor verleende diensten in de Gelderse Fehde, de hulp bij het verkrijgen van Gelre. Elten had op dat moment zijn grootste omvang. Ook deze hertog probeert via invloed op de abdiskeuze macht over het rechtsgebied van Elten te krijgen. Na het overlijden van Agnes van Bronkhorst in 1475 schuift hij Meyna van Daun-Oberstein naar voren. Uiteindelijk wordt de door de Eltense kanunnikessen en kanunniken gekozen Elsa van Daun benoemd, waarmee de onafhankelijkheid van het kapittel gewaarborgd bleef. Meyna van Daun-Oberstein zou in 1489 vorst-abdis (Fürstabdis) van stift Essen worden. Op latere benoemingen kregen de hertogen van Kleef wel invloed.
In 1609 komt het hertogdom Kleef aan het keurvorstendom Brandenburg en gaat ook de voogdij van het stift Elten over. Als Brandenburg in 1701 opgaat in Pruisen komt de voogdij bij Pruisen.
In Elten betrof het een zogenaamde dagelijkse of gerechtsvoogd. Deze regelde alle wereldlijke zaken van het stift. Als advocatus trad hij namens het stift op als bovenlokaal tussenpersoon. Naast de rechtspraak in goederentransacties en militaire zaken handelde hij ook de hoge rechtspraak af, ook het voltrekken van lijf- en doodstraffen. Stift Elten viel onder de bisschoppelijke jurisdictie.

### Kapittel
Het kapittel van Elten maakte onderscheid tussen kanunnikessen (juffers) en scholarissen. Scholarissen mogen na een jaar residentie met verlof, in tegenstelling tot nieuwe juffers die eerst na twee residentiejaren met verlof mogen. Bovendien moeten juffers tijdens verlof de hans opzetten. Juffers hebben nadat zij kanunnikes geworden zijn stemrecht in het kapittel. Scholarissen hebben geen stemrecht.

### Aantal juffers
Over de beginperiode van het kapittel is niets bekend over het aantal residerende of geprebendeerde kanunnikessen. Aangenomen wordt dat er in de late middeleeuwen er maar weinig juffers zijn die een prebende ontvangen. In 1402 resideren er acht juffers. Bij de abdisverkiezingen in 1443 zijn zes kanunnikessen aanwezig, in 1475 vier, en in 1544 is dat aantal teruggelopen tot twee. Uit een document uit de periode tussen 1443 en 1471, betreffende instructies aan de rentmeester en de ambtman, worden vier juffers, exclusief de abdis, genoemd. Aangenomen wordt dat er in de vijftiende en de zestiende eeuw totaal twintig vrouwen in het stift hebben geresideerd waarvan er zeven scholaris waren.

#### Afkomst
Het kapittel in Elten nam, net als de kapittels van Susteren en Thorn, slechts dochters van 'hoge adel' aan. Tot de 'hoge' adel behoorden de edelvrijen, de 'echte adel', wel of niet tot de ridderschap behorend, bij wie de juridische geboortestand bepalend was. Men moest een opzwering van acht adelskwartieren kunnen overleggen.
Van de dertiende tot-en-met de zestiende eeuw bedroeg het percentage edelvrijen ruim 80%, 5% was van ministeriale afkomst, bijna 1% schildboortig, en van 13% was de afkomst niet te achterhalen.

### Mannelijke religieuzen
In alle damesstiften resideerden mannelijke religieuzen omdat bepaalde taken in de katholieke religie niet door vrouwen uitgevoerd mochten worden. Zoals het onderhouden van de cultus divinus en de geestelijke verzorging van de stiftsjuffers en van de parochianen van de stiftskerk. Een vrouwenconvent kon zonder mannelijke religieuzen niet functioneren wat geen afbreuk deed aan het vrouwelijke karakter van het stift. Elten had vier kanunniken die allen gezien hun taak priester waren. De kanunniken hadden stemrecht in het kapittel en waren aanwezig bij de abdisverkiezingen.

## Exploitatieregime
In 968 had Wichman zijn leengoederen, waaronder Naerdinclant (tot 1300 de naam voor 't Gooi) aan het stift geschonken. In 1280 kwam de Eltense abdis Godelinde (1272-1288) op kasteel Vreeland met graaf Floris V van Holland overeen dat alle gezagsrechten in [eeuwige] erfelijke pacht overgedragen werden. De belening van de dienstlieden van Nijenrode en de inkomsten van de kanunniken behield het stift zelf. De usurpaties van de heren van Amstel werden mee overgedragen. Met deze overdracht ontving Floris V alle landsheerlijke rechten en de meeste grondheerlijke rechten. Voor de rechten betaalde Floris een bedrag ineens en een jaarlijkse pacht van vijfentwintig Utrechtse ponden. Daarmee had het stift haar inkomsten uit Naerdinclant zeker gesteld.

## Einde van het stift
In 1802 neemt Pruisen het gebied in bezit. Dit wordt gelegaliseerd in de Reichsdeputationshauptschluss van 25 februari 1803, waar in artikel 3 de abdij Elten, samen met de abdij Essen en het bisdom Paderborn, aan Pruisen wordt toegewezen. Hiermee verliest het stift zijn zelfstandigheid.
Nadat Pruisen in 1807 in de Vrede van Tilsit al zijn bezittingen ten westen van de Elbe had moeten afstaan aan het Franse Keizerrijk, kwam het gebied in 1807 aan het groothertogdom Berg. In 1811 werd het stift door Napoleon bij keizerlijk besluit opgeheven. De zes juffers die het stift dan nog telt ontvangen een pensioen.
Het Congres van Wenen herstelde de oude situatie in 1815 en voegde Elten weer bij het koninkrijk Pruisen. De stiftskerk werd de parochiekerk van Hoch-Elten. In 1832 werden de abdijgebouwen voor afbraak verkocht. Er zijn drie gebouwen behouden gebleven.
- De abdissenwoning van het geslacht Salm Reifferscheidt uit 1667, dat ten westen van de kerk staat. Op de gevel van het huis staat: A(nn)O 1667 A(nna) S(alome) F(ürstin) Z(u) E(ssen) C(üsterin) Z(u) E(lten) G(Räfin) Z(u) S(alm) U(nd) R(eiferscheidt). In dit huis is het Stanislauskolleg van de Jezuïeten gevestigd.
- De abdissenwoning van het geslacht Manderscheid Blankenheim, dat naast de Drususbron staat. Op de gevel staat M(aria) F(ranziska) Z(u) M(anderscheid) B(lankenheim) D(echantin) Z(u) E(lten) P(röpstin) Z(u) V(reden).
- Een kleine woning die tussen het Van Salmhuis en de kerk staat.